# Det engelske parlament
Det engelske parlament var den lovgivende forsamling i England fra middelalderen og frem til oprettelsen af Det Forenede Kongerige, Storbritannien i 1707. Ved denne lejlighed nedlagdes det engelske og det skotske parlament til fordel for eet enkelt parlament, beliggende hvor det tidligere engelske parlament havde ligget, nemlig i Westminster-paladset i London. Dette varede næsten et århundrede, indtil Act of Union i 1800 samlede det britiske og irske parlament i Det britiske parlament.
- Wikimedia Commons har flere filer relateret til Det engelske parlament